# غصن

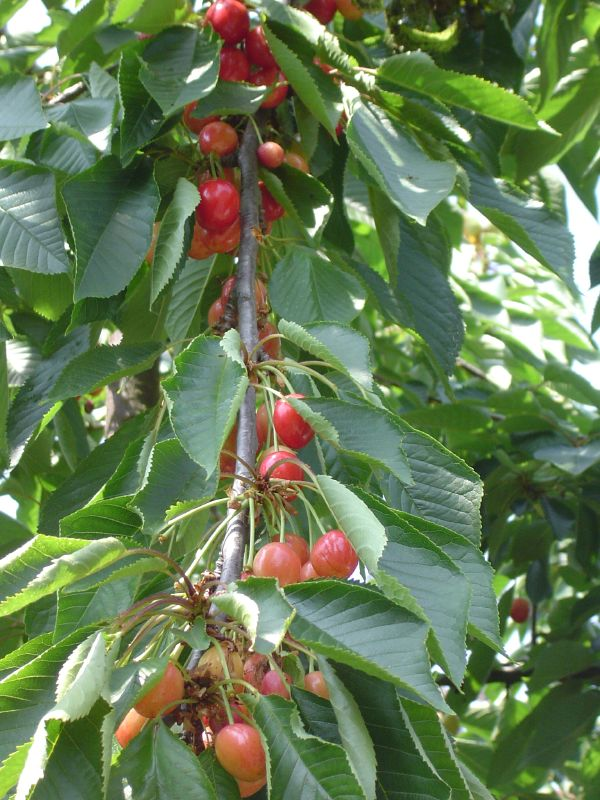
غصن شجرة كرز محمل بالثمار

الغُصْنُ هو، في علم النبات، عضو نباتي خشبي متصل بالجذع ولكنه ليس جزءاً منه. يطلق على الأغصان الأصغر المتفرعة من الفرع اسم غصين.